# ثيو كيمب
ثيو كيمب (بالفرنسية: Théo Kemp)‏ هو لاعب كرة قدم لوكسمبورغي، ولد في 25 سبتمبر 1931، وتوفي في 4 يونيو 2010.

## وصلات خارجية
- ثيو كيمب على موقع قاعدة بيانات كرة القدم.إي يو (الإنجليزية)